# Festuca durandii
Festuca durandii är en gräsart som beskrevs av Clauson. Festuca durandii ingår i släktet svinglar, och familjen gräs. Inga underarter finns listade i Catalogue of Life.